# Герб Удомли и Удомельского района
Герб города Удо́мля и Удо́мельского района Тверской области Российской Федерации.
Герб утверждён Постановление № 174 Главы администрации города Удомли и Удомельского района 19 мая 1995 года.
Герб внесён в Государственный геральдический регистр Российской Федерации под регистрационным номером 125.

## Описание и обоснование символики
Геральдическое описание (блазон) гласит:
В лазоревом (голубом, синем) поле серебряный безант, окружённый положенными в крест четырьмя частями расторгнутого серебряного кольца и сопровождаемый по сторонам половинами расторгнутого пояса, также серебряного и обременённого с каждой из сторон отвлечённым червлёным (красным) Андреевским крестом, переплетённым со сквозным ромбом того же цвета
Лазоревое поле щита символизирует красоту природы Удомельского края.
Геральдический пояс считается символом соединения. Он словно соединяет озера Песьво и Удомля, людей, жителей города, вокруг общего дела.
Серебряный безант (круг, ядро) символизирует мирный атом, серебряное кольцо — доверие и полномочие, орнамент — культуру и традиции.
Серебро, изображаемое в геральдике белым цветом, означает чистоту и истину, красный цвет — символ мужества и храбрости".
«Мирный атом» в гербе — это Калининская АЭС — градообразующее предприятие.

## История

### Советский период
В советский период выпускались сувенирные значки с геральдической эмблемой города Удомли на которой схематически изображался атом с орбитами электронов, надписи «Удомля» и «1478».

### Новое время
В 1995 году был утверждён герб Удомли. В Положении о гербе города Удомля сказано, что: «Ввиду единства Администрации города Удомли и Удомельского района герб города служит также официальным районным символом».
Автор герба: Владимир Лавренов.